# Suzhi

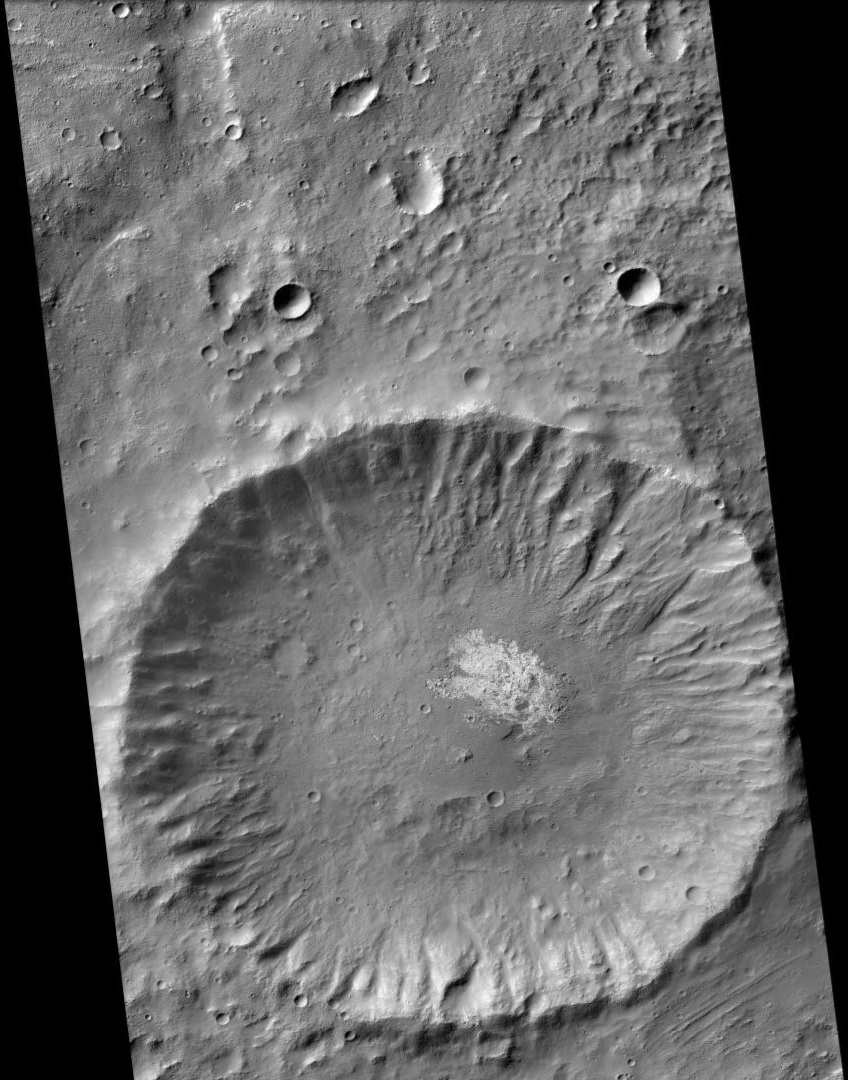
Photographie par la sonde spatiale MRO du cratère Suzhi.

Suzhi est un cratère d'impact de 25 km situé sur Mars dans le quadrangle d'Iapygia par 27,4° S et 86,0° E, dans le sud de Tyrrhena Terra près d'Hellas Planitia.